# Canal d'Anne
Le canal d’Anne (en estonien : Anne kanal) est un lac artificiel dans le quartier Annelinn de Tartu en Estonie.

## Description
Le plan d'eau a une superficie de 9.4 hectares et il est composé de deux parties séparées par le pont de l'amitié.. 
La premiere partie du canal est située vers le centre-ville, en amont de l'Emajõgi, la seconde partie est en aval vers Ihaste. 
La première partie du canal d'Anne est utilisée comme lieu de baignade, le parc Kanali est situé sur sa rive. 
Un sentier relie le canal à l’Emajõgi, et une voie à circulation douce a été construite autour de la première partie du canal. 
La plage est bordée de balançoires, toboggans, sentiers de randonnée, salle de gymnastique extérieure et 3 terrains de volley-ball. 
En hiver, le canal est accueille les baigneurs d'hiver et les patineurs.
La seconde partie du canal située entre Annelinn et l'Emajõgi est principalement utilisée pour les sports nautiques motorisés. 
Des poissons vivent dans les deux parties du plan d'eau. 
La première partie du canal n'a aucun lien avec d'autres plans d'eau, elle est alimentée principalement par les précipitations et les eaux souterraines, la seconde partie est directement reliée à l’Emajõgi.
Le canal d'Anne a été construit à l'origine comme un plan d'eau pour pratiquer l'aviron, mais le pont de l'Amitié, qui traversait le canal, n'a pas été pris en compte dans ces plans. 
Bien qu'aujourd'hui, il y ait eu des propositions ponctuelles pour relier des parties du canal ou pour étendre la seconde partie du canal pour lui donner sa fonction initialement prévue, cela n'est plus possible, car l'arrière du canal est flanqué d'une zone Natura 2000 (EE0080373), une zone de nidification zone pour la sauvagine et les plantes rares (surtout les ongulés).

## Galerie

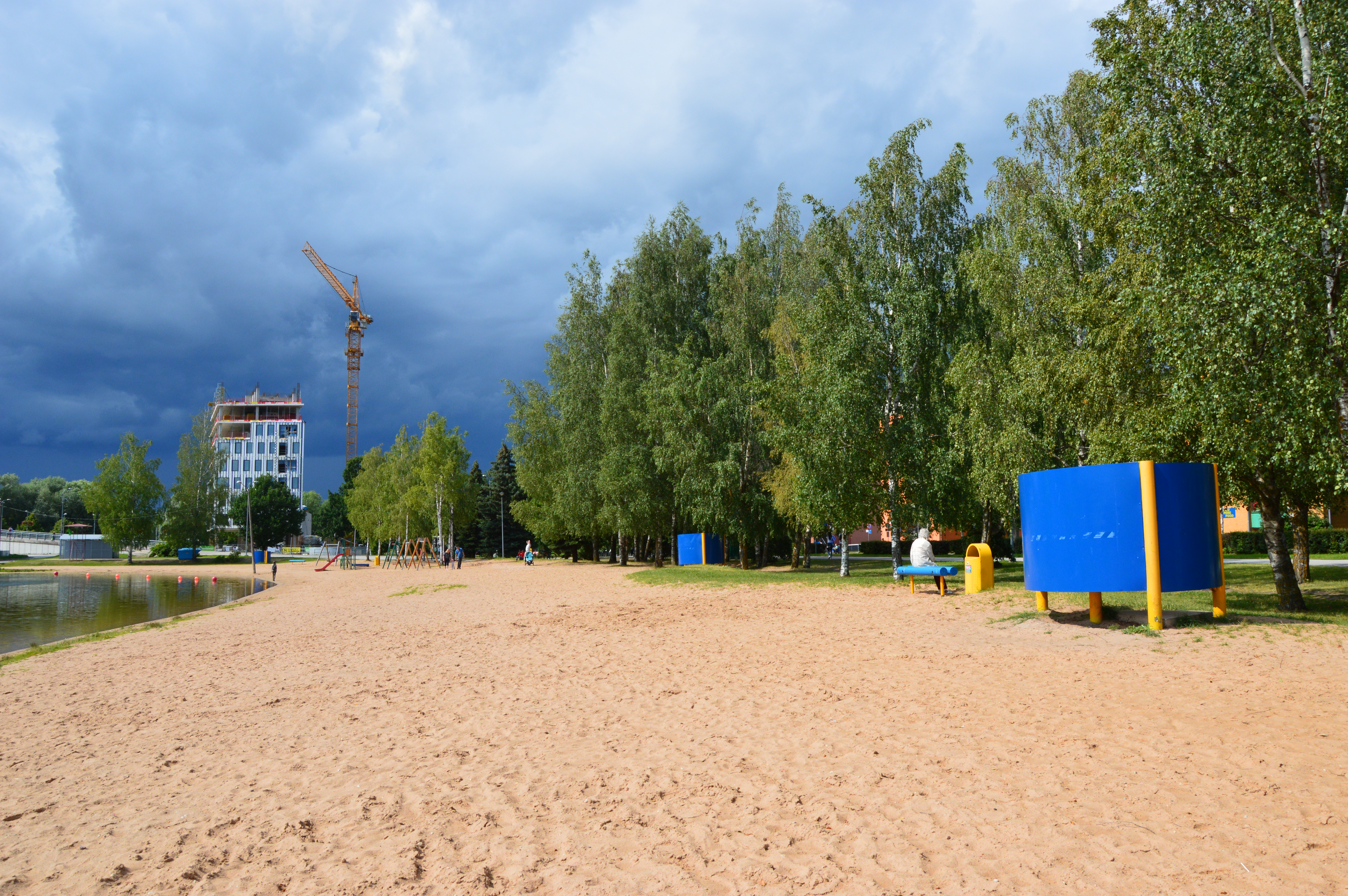
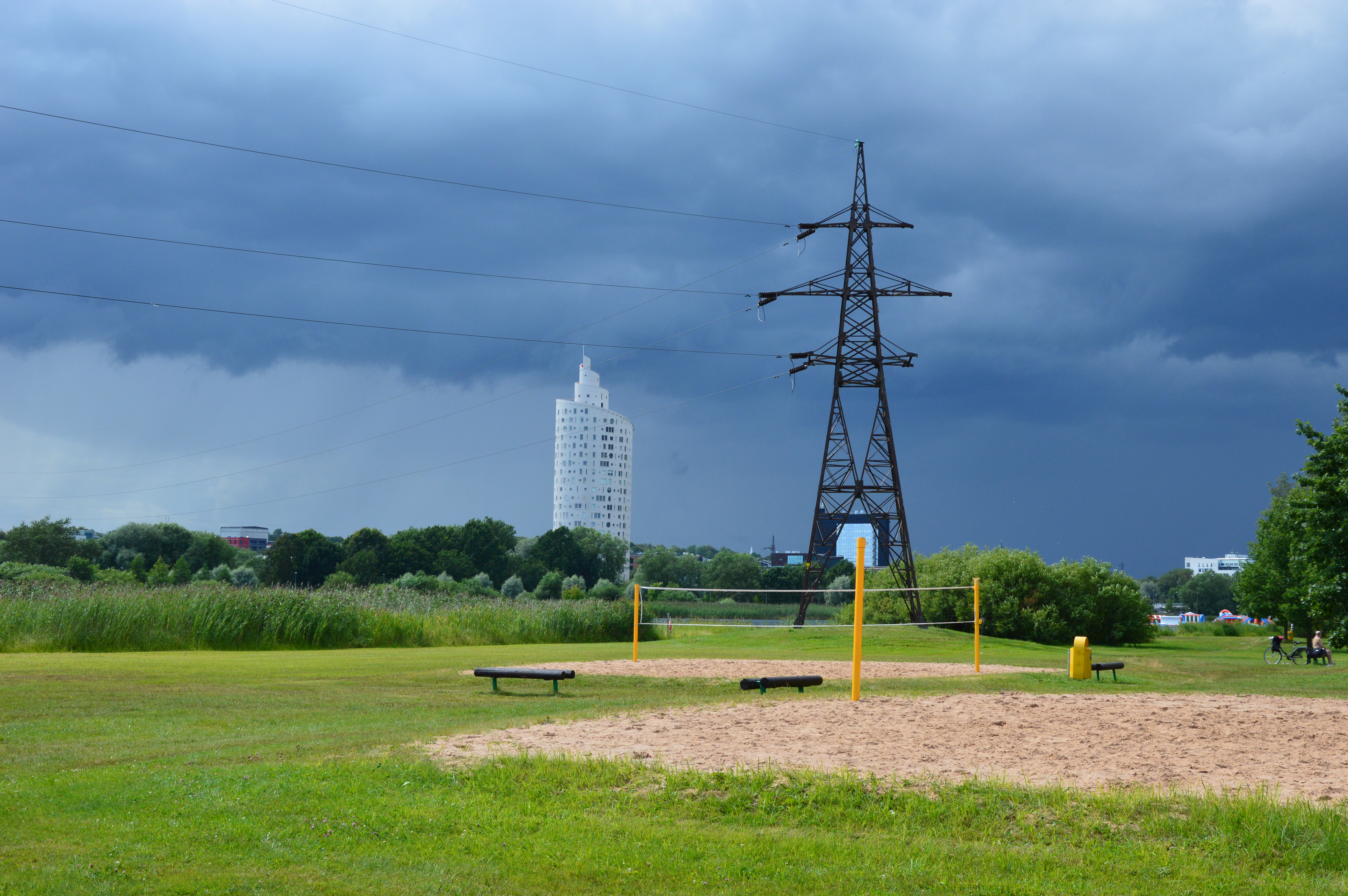
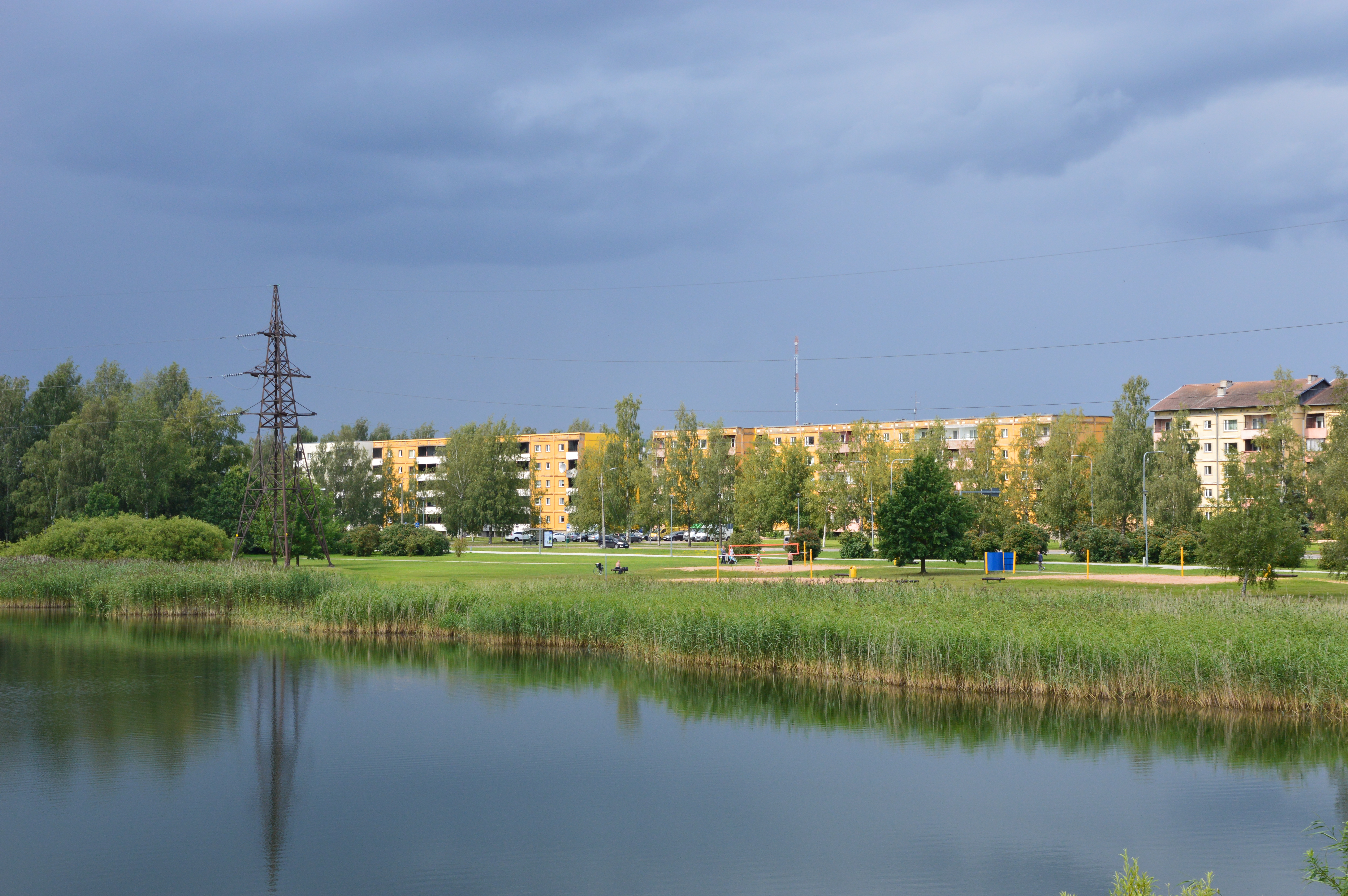
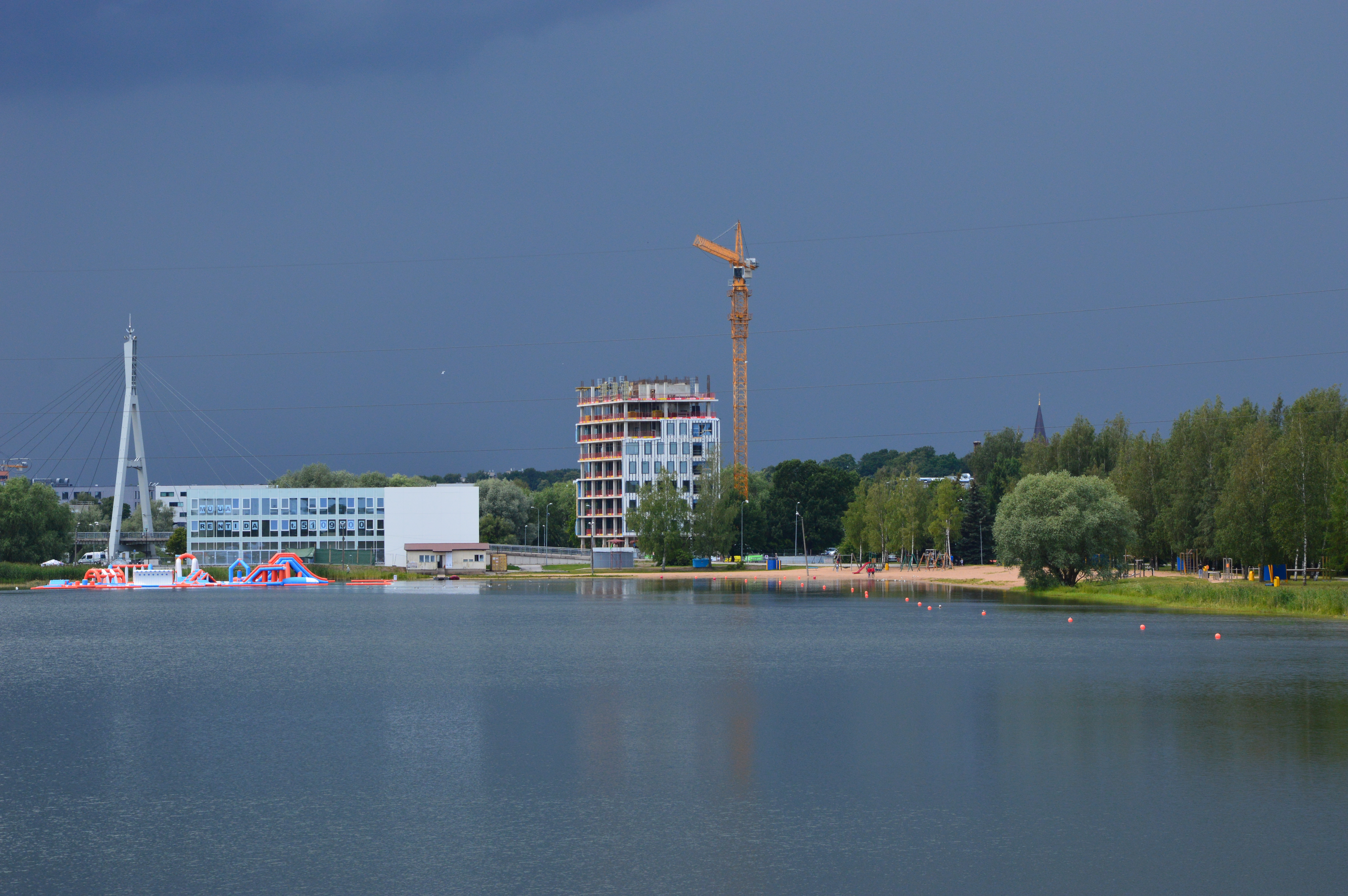
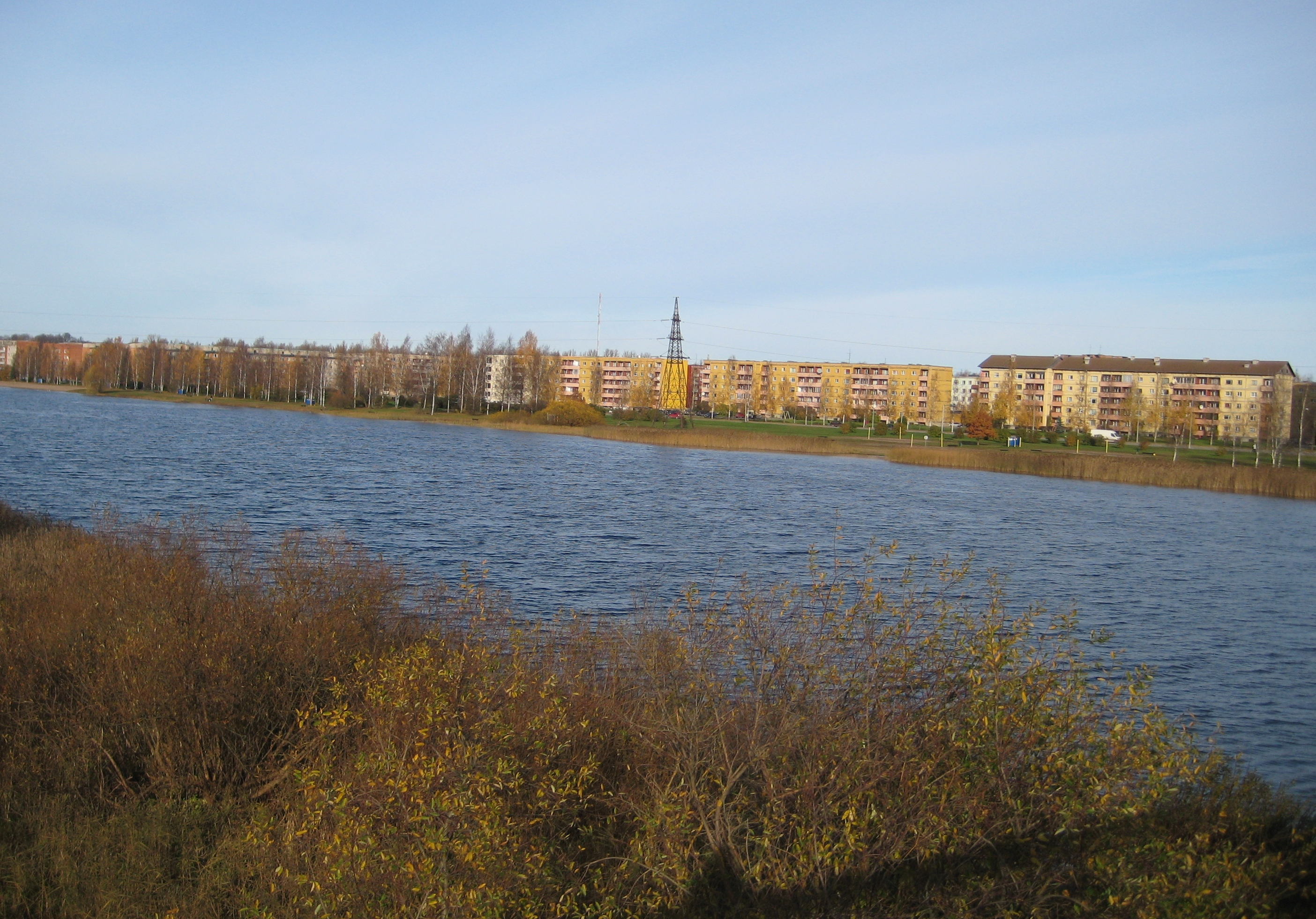